# عبید بن سعید بن رشید
```
عبید بن سعید بن رشید
 نخستین حاکم 
دبی
 تحت رهبری آل بو فلاسفه بود که به‌طور مشترک رهبری مهاجرت قبیله از ابوظبی را در کنار 
مکتوم بن بوتی بن سهیل
 انجام داد. او سه سال قبل از مرگش در سال 1836 حكومت كرد.
[
۱
]
```

شهرک دبی پیش از این به بنی یاس ابوظبی ادای احترام کرده بود و در سال ۱۸۲۰ با امضای پیمان دریایی عمومی ۱۸۲۰ بین شیوخ ساحل خلیج فارس و انگلیس تحت فرمان یک پادشاه اداره می‌شد. این سلطان، سعید بن سیف بن زعل، به نمایندگی از خواهرزاده خود، شیخ محمد بن حزا بن بن زال، که در آن زمان در اقلیت خود بود، امضا کرد. محمد بن هزازا تا زمان ورود آل بو فلاسفه در سال ۱۸۳۳، هنگامی که ۲۳ سال داشت، رئیس مرد دبی ماند.
مهاجرت حدود ۸۰۰ عضو آل بو فلاسبه با کودتایی انجام شد که شیخ طنون بن شاکوت آل نهیان را به عنوان حاکم ابوظبی و قبیله بنی یاس برکنار کرد. زیرمجموعه ای از قبیله، آل بو فلاسفه، با حاکم جدید، شیخ خلیفه بن شاخوت آل نهیان مخالفت کرد و به سمت شمال به دبی حرکت کرد، که در آن زمان شامل اسکان حدود ۲۵۰ خانه در الشندغه و موزه دبی در طرف دیگر ورودی قوبیبا. مهاجرت یک کار دشوار بود و طی مدتی در طول و بعد از فصل مروارید آن سال (بطور معمول از ماه مه تا نوامبر) اتفاق افتاد.
عبید بن سعید بن رشید از سن پیری درگذشت و جانشین مکتوم شد.